# Thousand Islands
Thousand Islands is een archipel langs de Amerikaans-Canadese kust in de Saint Lawrencerivier. De eilanden strekken zich uit over een lengte van 80 kilometer, stroomafwaarts vanaf Kingston. De Canadese eilanden behoren tot de provincie Ontario. De Amerikaanse eilanden behoren tot de staat New York.

## Aantal
In totaal bestaat de archipel uit 1864 eilanden. De grootste eilanden zijn 100 vierkante kilometer groot, terwijl de kleinste slechts onbewoonde rotsen zijn. Het aantal eilanden is vastgesteld volgens de volgende criteria:
- Een eiland moet het hele jaar door boven het water uitsteken.
- Een eiland moet groter zijn dan 930 vierkante centimeter (1 vierkante voet).
- Een eiland moet ten minste 1 levende boom bevatten.

## Achtergrond
Het gebied van de Thousand Islands is erg geliefd bij vakantiegangers, vooral kampeerders. Er komen vaak schepen die door de Saint Lawrencezeeweg varen. Voor scheepvaart tussen de eilanden is vaak de hulp van een loods nodig vanwege de vele rotsen en gevaarlijke waterwegen. Desondanks zijn er in het verleden veel schepen vergaan. De vele scheepswrakken op de rivierbodem gecombineerd met het heldere water maken de eilanden tot een favoriete plek voor duikers.
Geologisch gezien bevinden de eilanden zich op een plek waar een tak van het Canadees Schild naar het zuiden loopt door de rivier, en zich bij het Adirondackgebergte voegt.

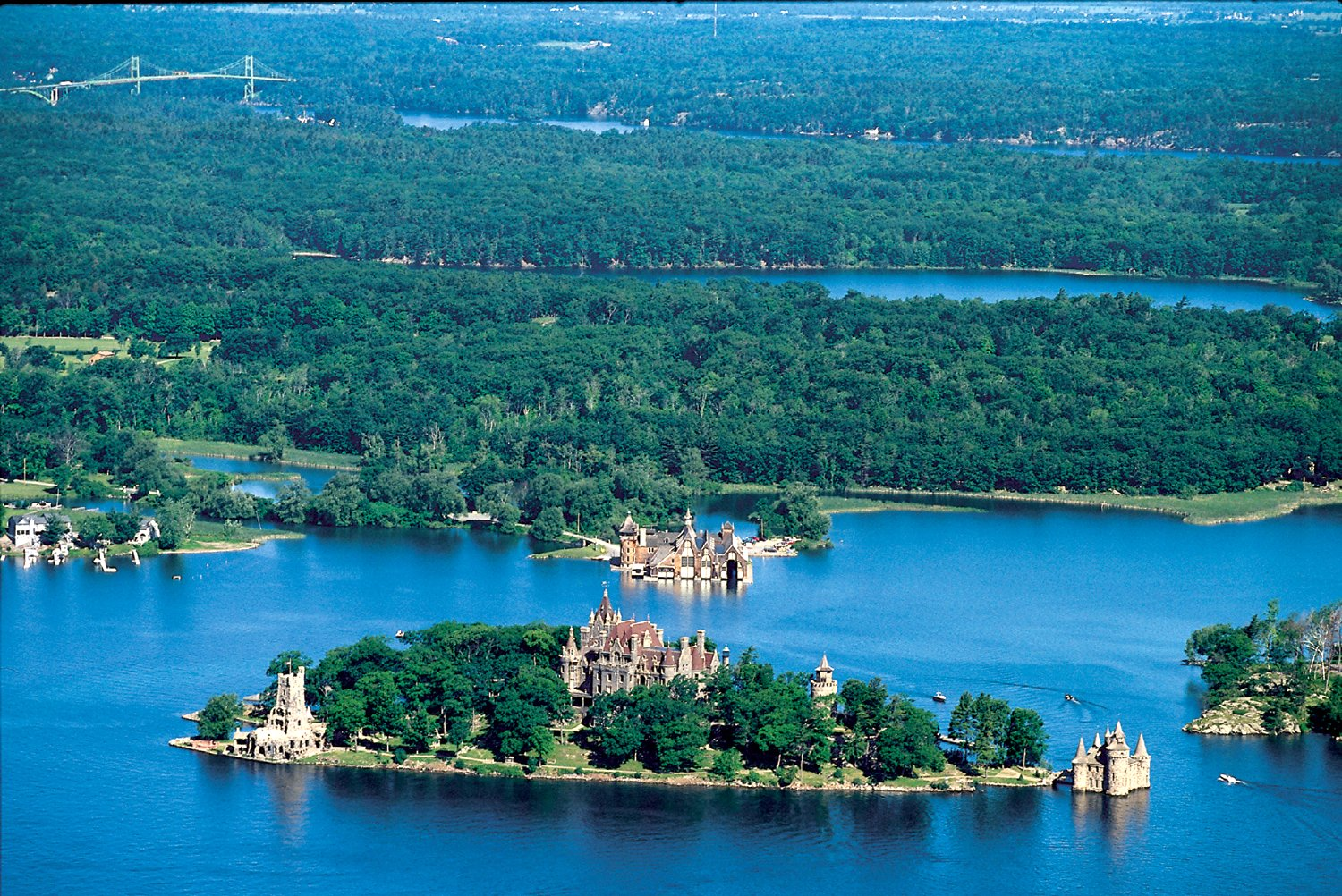
Luchtzicht op het Boldt Castle en enkele van de eilanden

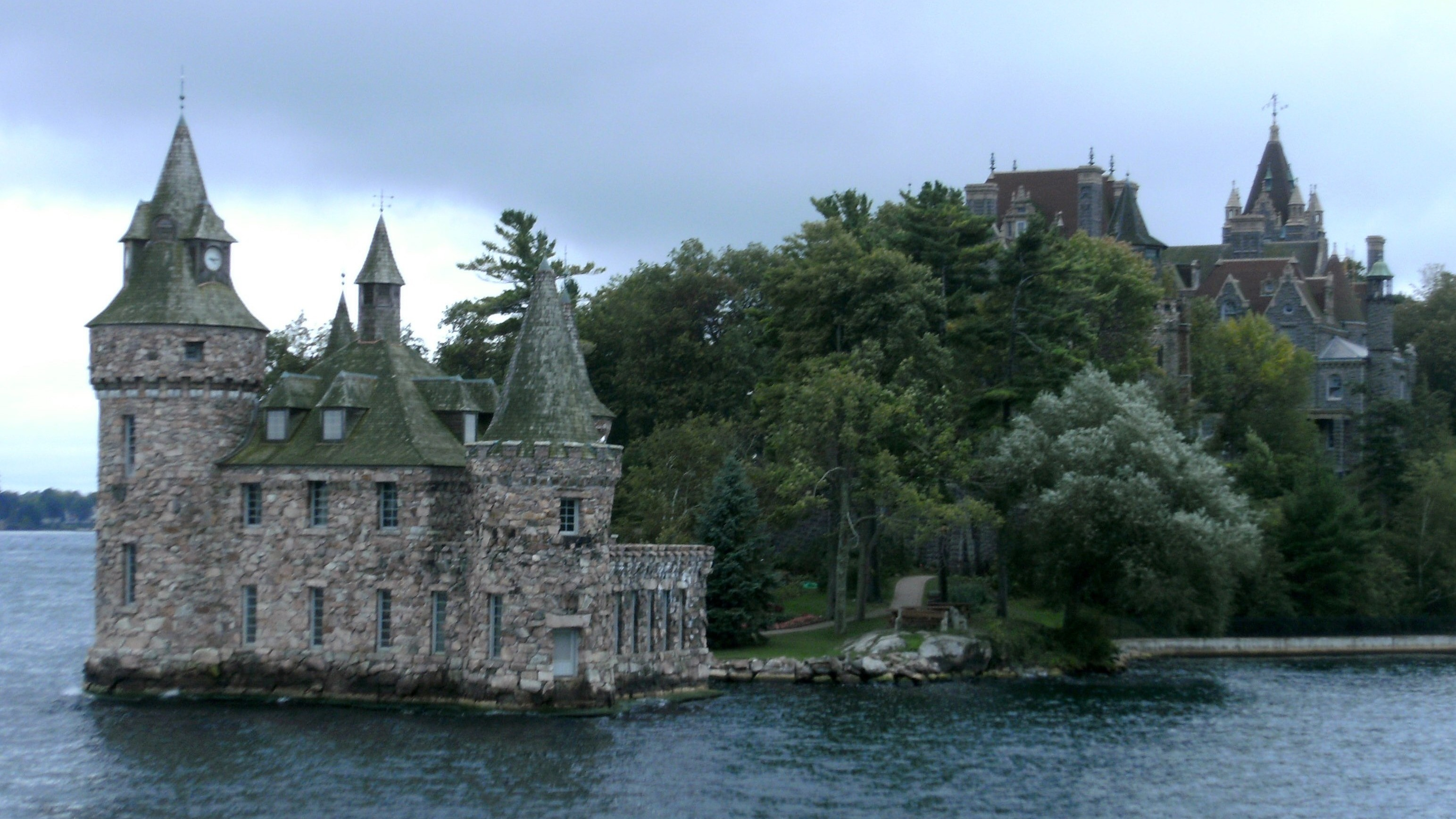
Boldt Castle

Ongeveer 20 van de eilanden vormen samen het St. Lawrence Islands National Park, het kleinste nationale park van Canada. Het gebied rondom de eilanden is in 2002 door UNESCO uitgeroepen tot biosfeerreservaat.
De Thousand Islands Bridge verbindt de staat New York en de provincie Ontario.
Het grootste eiland uit de groep, Wolfe Island, bevindt zich geheel in Ontario.

## Geschiedenis

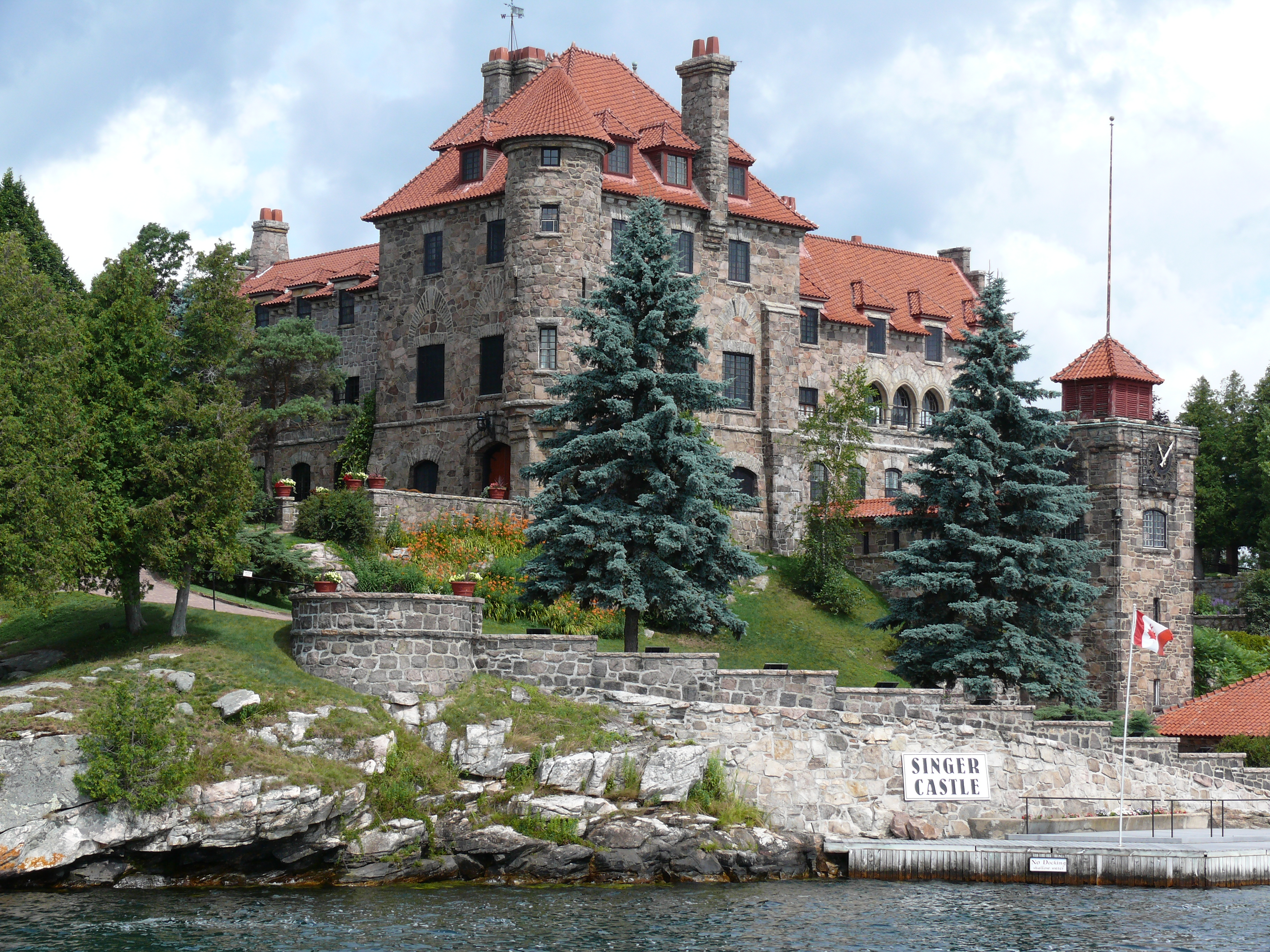
Singer Castle

Gedurende eind 19e eeuw en begin 20e eeuw maakten veel bezoekers de archipel tot een populaire verblijfplaats voor de zomer. Rond deze tijd werden er veel hotels gebouwd en begonnen stoomschepen rondvaarten te geven. Veel mensen bouwden er zomerhuizen. Sommige hiervan staan er nog steeds als internationaal kenmerk. De bekendste zijn de torens op Dark Island, die tegenwoordig bekendstaan als Singer Castle.
Tijdens de periode 1874-1912 kwamen veel van de vakantiegangers uit de stad New York, evenals uit Chicago, Cleveland en Pittsburgh. De regio bevat vandaag de dag nog een groot aantal historische vakantiewoningen.